# Broadstairs Cliff Lift

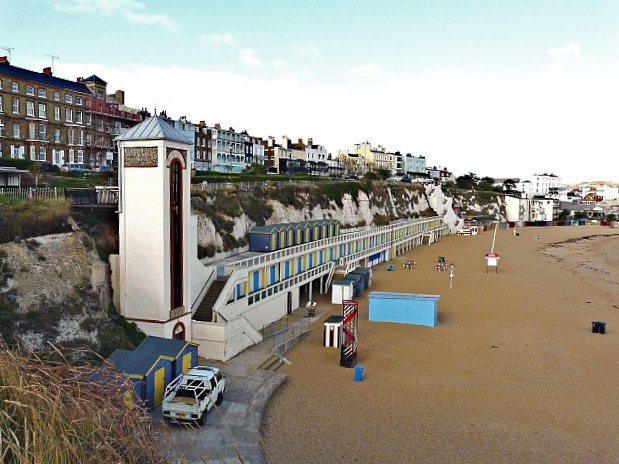
Der Strand von Broadstairs mit dem Viking Bay Lift (links) – der Cliff Lift liegt hinter der Treppenanlage in der rechten Bildhälfte

Der Broadstairs Cliff Lift (auch: Broadstairs Cliff Railway) war ein Schrägaufzug in der Stadt Broadstairs in Großbritannien. Broadstairs ist eine Kleinstadt in der Grafschaft Kent im Südosten Englands.
Die Anlage wurde 1910 von Waygood & Company gebaut und von deren Tochtergesellschaft Cliff Lifts Limited betrieben. Sie führte vom Strand durch den Fels der Klippen hinauf zur Straße The Parade. Die einspurige Trasse wurde vollständig in einem Tunnel angelegt. Das Gleis hat eine Spurweite von 1600 mm und ist 37 m lang. Seine Steigung beträgt 45°, d. h. 100 %; damit galt der Broadstairs Cliff Lift mit der Margate Lido Cliff Railway als steilste Standseilbahn der britischen Inseln. Die Kabine hatte ein Fassungsvermögen von 12 Personen. Ihr Gegengewicht läuft in einem vertikalen, mit Ziegelsteinen ausgemauerten Schacht unterhalb der Bergstation. Bewegt wurde der Aufzug von einem Elektromotor.
In den 1970er Jahren schien der Betrieb der Anlage aufgrund der hohen Betriebs- und Unterhaltungskosten einstellungsbedroht zu sein. Aufgrund des öffentlichen und privatwirtschaftlichen Interesses übernahm die Broadstairs Hotel Association den Aufzug, ohne ihn jedoch zu modernisieren.
1991 nahm sich die Otis Elevator Company des Schrägaufzugs an und finanzierte die notwendigen Reparaturen sowie die Erneuerung der elektrischen Anlagen in der Bergstation. Kurz darauf riss ein Sturm jedoch das Dach der Bergstation weg. Eindringendes Wasser zerstörte die neue Elektrik und führte zu beginnender Fäulnis weiterer Teile der Anlage. Daraufhin wurde sie noch im selben Jahr stillgelegt.
Während die Talstation mit der dort befindlichen Kabine noch vorhanden ist, wurde das Gebäude der Bergstation mittlerweile überbaut.

## Sonstiges
Neben dem Cliff Lift existiert in Broadstairs ein weiterer Aufzug, der den Ort mit dem Strand verbindet. Der nahe Viking Bay Lift verläuft vor dem Rand der Klippen vertikal in einem turmartigen Schacht.